# Бэбкок, Джон
Джон Бэбкок (англ. John Babcock, полное имя John Henry Foster Babcock; 1900—2010) — канадский военнослужащий, старейший участник Первой мировой войны.
В мае 2007 года, после смерти Дуайта Уилсона, он стал последним выжившим ветераном Первой мировой войны, который служил в канадских войсках. В боевых действиях Бэбкок не участвовал, однако после его смерти премьер-министр Канады Стивен Харпер отметил:
Бэбкок был последним из ныне живущих свидетелей, кто своим существованием связывал историю Канады с «Великой войной».

## Биография
Родился 23 июля 1900 года в семье из тринадцати детей на ферме графства Фронтенак провинции Онтарио. Его отец умер в 1906 году после несчастного случая во время рубки дерева, что стало сильным ударом по многодетной семье.
Прервав обучение в детстве, получил диплом об окончании средней школы в 95 лет. В школьные годы проводил время со сверстниками, занимаясь рыбалкой, охотой и плаванием.
В пятнадцать лет, когда уже шла Первая мировая война, Джон встретился на улице с двумя военными вербовщиками — ему понравилось обещанное жалованье, которое было в два раза больше, чем он мог заработать с помощью физического труда, и в местечке Сиденхем графства Фронтенак Бэбкок был зачислен в 146-й батальон Канадских экспедиционных сил. Затем он был направлен на канадскую военную базу в Валькартье, где выяснилось, что он несовершеннолетний (в то время минимальный призывной возраст составлял восемнадцать лет). Джону было отказано в военной службе, но его оставили в Галифаксе, где он жил в военных казармах, работал грузчиком и рыл рвы. Устав от работы,
Бэбкок воспользовался возможностью стать волонтером в Королевском канадском полку, куда было призвано пятьдесят новобранцев, заявив, что его возраст составляет 18 лет. Однако обман вновь вскрылся и его разместили в августе 1917 года в резервном батальоне, известном как батальон мальчиков (или молодых солдат). После этого Джон Бэбкок совершил путешествие в Англию, где из Ливерпуля в составе 26-го резервного полка был отправлен в тренировочный лагерь в Bexhill-on-Sea. Бэбкок так и не побывал в реальных боевых действиях и по его же словам, никогда не чувствовал себя «настоящим солдатом», поэтому не вступал ни в какие ассоциации ветеранов.
В 1921 году, вместе с родственниками, уплатив подушный налог, Джон Бэбкок переехал в США. Получал пенсию канадской армии, обучился и стал электриком, позже сделал карьеру продавца промышленных товаров. После нападения на Перл-Харбор 7 декабря 1941 года он попытался записаться на военную службу в лётную службу армии США, но ему было отказано по возрасту. Несмотря на это, он служил во время Второй мировой войны в армии и в числе мест его службы был Форт-Льюис, расположенный в Такоме, штат Вашингтон. Отслужив в армии США и получив звание сержанта, в 1946 году Джон Бэбкок стал гражданином Соединенных Штатов.
Продолжил жить в США. В возрасте 65 лет получил лицензию пилота, по состоянию на 2006 год он имел хорошее психическое и физическое здоровье. В возрасте ста лет Джон Бэбкок написал автобиографию под названием «Ten Decades of John Foster Babcock» («Десять десятилетий Джона Фостера Бэбкока»). В 2008 году он восстановил свое канадское гражданство и отклонил предложение страны о его государственных похоронах в Канаде. Вместо этого он выразил желание быть кремированным и рассеять свой пепел над горами около Спокана. В сентябре 2008 года Королевская канадская полковая ассоциация (Royal Canadian Regiment Association) удостоила Джона Бэбкока почётного звания полкового патриарха.
Умер от пневмонии 18 февраля 2010 года в собственном доме города Спокан, штат Вашингтон.

### Личная жизнь
Бэбкок был дважды женат: сначала на Элси Хоуп (1904—1976), затем на медсестре Дороти Фарден (Dorothy Farden), которая была на тридцать лет младше его (познакомился с ней, когда она ухаживала за его умирающей первой женой). У него был сын Джек (John Henry Foster «Jack» Babcock, Jr) и дочь Сандра (Sandra Babcock Strong).